# Budova společnosti Bacardi
Budova společnosti Bacardi (španělsky Edificio Bacardí) je stavba ve stylu art deco, kterou si společnost Bacardi nechala postavit v kubánské Havaně. Nachází se na Avenida de Bélgica č. 261 ve staré Havaně.

## Historie
Budovu z oceli a betonu navrhli pro společnost architekti Rafael Fernández Ruenes, Esteban Rodríguez Castell a José Menéndez. Stavba s fasádou ze žuly a terakoty byla dokončena v roce 1930 a byla v té době největší budovou ve městě.
Po kubánské revoluci a odchodu společnosti Bacardi z Kuby sloužila budova dál k administrativním účelům. Koncem 90. let ji nechal historický úřad města zrenovovat.
V roce 1963 si společnost otevřela novou administrativní budovu v americkém Miami a nazvala ji Bacardi Building, což v překladu znamená totéž.